# ブルー・ライト・ヨコハマ
「ブルー・ライト・ヨコハマ」は、いしだあゆみの楽曲。1968年12月25日に26作目のシングルとして発売された。

## 解説
横浜の代表的なご当地ソングであり、横浜市による「横浜市のご当地ソング」アンケートでは2位の童謡「赤い靴」を大きく引き離して1位となった。2008年12月からは京急本線の横浜駅で接近メロディとして使用されている。
いしだあゆみの代表曲であり、累計150万枚を超える売上を記録するミリオンセラーとなった。自身初のオリコン週間1位を獲得し、1969年の年間チャートにも第3位にランクインした。本曲でいしだは1969年の『第20回NHK紅白歌合戦』に初出場を果たした。紅白では1973年の第24回、1993年の第44回と計3回歌唱されている。
作曲者筒美京平にとっても初のオリコン週間1位獲得曲である。筒美は本曲で第11回日本レコード大賞・作曲賞を受賞した。作詞者の橋本淳が、麻雀友達のいる横浜に遊びに行った時に海を眺めていて発想したということで、当時の横浜の海は灯（あか）りがなく真っ暗だったが、遠くに京浜工業地帯の灯りが青く光っていたので、フランス・カンヌの夜景の美しさを重ね合わせた歌を制作。最初タイトルを『ブルー・ライト・カワサキ』にしようとしたが、それを筒美に電話で伝えたところ「“ヨコハマ”の方が良くないですか?」と言われて変えたという。
1969年2月24日放送のフジテレビ系列『夜のヒットスタジオ』では歌唱中にいしだが号泣、共演の森進一がハンカチでいしだの涙を拭く一幕があった。いしだは「私ものすごく上がってしまい、何歌ってるのか分からなくなった」と懐古している。
かつて日本の音楽が禁止されていた韓国においても、ソウルや釜山で知られていたほぼ唯一の歌謡曲であり、「韓国人が最もよく知る日本の歌」と紹介されている。朴正煕大統領も宴会で歌っていたという。韓国の音楽グループ、BIGBANGなどのK-POPアーティストやキム・ヒョンソクは、本曲がK-POP音楽に影響を与えたと証言している。
1976年7月にはB面を「喧嘩のあとでくちづけを」に差し替えて再リリース、1991年7月21日には8cmCDシングルとしてリリースされた。
2005年にNHKが行ったアンケート「スキウタ〜紅白みんなでアンケート〜」では紅組65位にランクインした。
漫画『サザエさん』では、サザエが駅の窓口で横浜行きの切符を買う時に「ブルーライトよこはま 1枚」と言ってしまい赤面する場面がある。2008年の映画『歩いても 歩いても』のタイトルは本曲からの引用で、映画本編でも本曲が流されている。

## シングル収録曲
オリジナル盤は両曲とも、作詞：橋本淳／作曲・編曲：筒美京平
- オリジナル盤

1. ブルー・ライト・ヨコハマ
2. 明日より永遠に

- 1976年再発売盤（「ブルー・ライト・ヨコハマ/喧嘩のあとでくちづけを」）

1. ブルー・ライト・ヨコハマ
2. 喧嘩のあとでくちづけを
作詞：なかにし礼／作曲：中村泰士／編曲：森岡賢一郎
1969年11月に「天使の足音」とのカップリングで発売された。

- 8cmCDシングル（スーパー・セレクト・シリーズ「ブルー・ライト・ヨコハマ/あなたならどうする」）

1. ブルー・ライト・ヨコハマ
2. ブルー・ライト・ヨコハマ（オリジナル・カラオケ）
3. あなたならどうする
作詞：なかにし礼／作曲・編曲：筒美京平
4. あなたならどうする（オリジナル・カラオケ）

## 収録アルバム
- 『GOLDEN☆BEST いしだあゆみ』（#1）
- 『"極上歌謡曲特盛"シリーズ いしだあゆみ』（#2）
- 『THE HIT MAKER -筒美京平の世界-』（DISC-1・#1）
- 『筒美京平 GOLDEN HISTORY 〜さらば恋人〜』（DISC-1・#10）
- 『筒美京平HITSTORY Ultimate Collection 1967〜1997』（DISC-1・#1）
- 『筒美京平HITSTORY Ultimate Collection 1967〜1997 2013Edition』（DISC-1・#1）
- 『コロムビア歌謡大行進 昭和38年〜46年』（#14）

## カバー
ブルー・ライト・ヨコハマ
- ロス・アンヘリトス（1969年、アルバム『決定盤!!歌による日本歌謡史ポップ&ポップス（昭和36年〜44年）』収録）
- 三田明（1969年、アルバム『雲にのりたい』収録）
- サンドラ・アレキサンドラ（1970年、アルバム『サンドラと12人の侍たち』収録）
- ちあきなおみ（1970年、アルバム『愛は傷つきやすく〜ちあきなおみ ヒットポップスを歌う』収録）
- 西田佐知子（1971年、アルバム『ダブル・デラックス・アルバム』収録）
- 欧陽菲菲（1972年、アルバム『欧陽菲菲 イン・ベラミ』収録）
- 伊東ゆかり（1972年、8トラ収録、1998年にアルバム『びっくり!お宝名曲集』再録）
- 麻丘めぐみ（1973年、アルバム『めぐみの休日』収録）
- 研ナオコ（1973年、アルバム『女ごころ』収録）
- 方怡珍（ファン・イーツン）（1973年、アルバム『夢のアルバム』収録）
- 小野由紀子（1974年、アルバム『由紀子の河内音頭』収録）
- 内山田洋とクール・ファイブ（1975年、アルバム『昭和の歌謡50年史』収録）
- 浅野ゆう子（1976年、シングル「セクシー・バス・ストップ」B面収録）
- 平山三紀（1976年、アルバム『ひとふし〜筒美京平メモリアル・アルバム』収録）
- 近藤真彦（1982年、アルバム『BANZAI』収録）
- 秋山絵美（1988年、シングル「ビューティフル・ヨコハマ」収録）
- マルシア（1989年、アルバム『黄昏に抱かれて』収録）
- 種ともこ（1991年、シングルおよびアルバム『KISS OF LIFE』収録）
- Mi-Ke（1991年、アルバム『懐かしのブルーライトヨコハマ ヨコスカ』収録）
- トニー・マーティン（1991年、アルバム『Bluelights of Yokohama』収録）
- 天童よしみ（1992年、アルバム『天童節昭和演歌名曲選 第十集』収録）
- T-BACKS（1993年、アルバム『燃えるブンブン』収録）
- JAJAJAH ALL STARS（1994年、アルバム『SINGS JAPANESE SONGS VOL.3』収録）
- 香西かおり（1994年、アルバム『綴織百景 VOL.4 旅』収録）
- 松本梨香（1998年、シングル「VIVAヨコハマ」収録）
- ローザ・ルクセンブルグ（2000年、アルバム『ぷりぷり』収録）
- 大月みやこ（2002年、アルバム『巡る愛 ラブコレクション』収録）
- Three FOR Brazil（2002年、アルバム『HOMAGE』収録）
- 庄野真代&加藤実（2002年、アルバム『Time Traveller vol.2〜ノスタルジアの樹〜』収録）
- 朝丘雪路（2002年、アルバム『GOLDEN☆BEST 朝丘雪路 筒美京平を歌う』収録）
- アルファ（CV：椎名へきる）（2002年、アルバム『ヨコハマ買い出し紀行3』収録）
- 優雅（2003年、アルバム『アイドル・ミラクルバイブルシリーズ 優雅 筒美京平を歌う アンド・モア』収録）
- 上原多香子（2004年、シングル「ブルー・ライト・ヨコハマ」収録）
- 園まり（2004年、アルバム『GOLDEN☆BEST 園まり』収録）
- TOMOKO（YOKOHAMA 7DIVAS）（2004年、アルバム『MERMAID DIVAS from YOKOHAMA』収録）
- サザンオールスターズ（2005年、シングル「BOHBO No.5／神の島遥か国」収録）
- 松尾ヒロコ（2007年、アルバム『ノスタルジア〜哀愁舞踏〜』収録）
- MAKE（2007年、アルバム『MAKE OVER』収録）
- 柴咲コウ（2007年、アルバム『筒美京平 トリビュート the popular music』収録）
- 上奈紗空（カバーソング・ドールズ）（2008年、アルバム『Cover Song Dolls 2』収録）
- カリン（2008年、アルバム『キャバレゲ』収録）
- 水森かおり（2008年、アルバム『歌謡紀行VII〜輪島朝市〜』収録）
- 林あさ美（2009年、アルバム『歌謡曲がお好き』収録）
- SHOKO（2010年、アルバム『ふり向けばそこに』収録）
- ミッツ・マングローブ（2010年、アルバム『ヒメのたしなみ2〜エンカのひとつでも唄えなくては〜』のボーナストラックに収録）
- 高山由美子（2010年、アルバム『あなた』収録）
- 八代亜紀（2011年、アルバム『八代亜紀ゴールデンベスト』収録）
- 犬塚彩子（2011年、アルバム『昭和を唄うボッサ』収録）
- 由紀さおり&ピンク・マルティーニ（2011年、アルバム『1969』収録）
- 長田安（CV：安野希世乃）（2012年、DVD・BD『UN-GO 第1巻』の特典CDに収録）
- 高野千恵（2012年、アルバム『Requestシリーズ 歌謡曲編』収録）
- 徳永英明（2012年、アルバム『vocalist Vintage』収録）
- 川中美幸（2012年、アルバム『名曲〜人・うた・心』収録）
- CHAGE（2013年、BD『Chageの茶会2012 〜座・藍燈横濱〜』収録）
- 小野リサ（2013年、アルバム『Japão2』収録）
- 岩佐美咲（2013年、アルバム『リクエスト・カバーズ』収録）
- 石原詢子（2014年のCD-BOX『石原詢子 時代のうた』、2015年のアルバム『我がこころの愛唱歌II 〜人情と活気に溢れてたあの時代〜』収録）
- 沼倉愛美&原由実（2014年、アルバム『THE IDOLM@STER STATION!!+ Monday Night Fever☆』収録）
- 野宮真貴（2015年、アルバム『Women's Liberation』収録）
- 宇野美香子（2015年、アルバム『宇野美香子 〜昭和ポップスを歌う』収録）
- たをやめオルケスタ（2015年、アルバム『手弱女アルドーレ』収録）
- 伊藤咲子（2015年、アルバム『ニッポン名曲娘』収録）
- 市川由紀乃（2015年、アルバム『唄女 うたいびと〜昭和歌謡コレクション』収録）
- 西田あい（2015年、アルバム『あいの唄 〜Love Songs〜』収録）
- 吉幾三（2016年、アルバム『あの頃の青春を詩う vol.3』収録）
- アイナ・ジ・エンド（2021年、アルバム『筒美京平SONG BOOK』収録）
- 松本孝弘（2024年、アルバム『THE HIT PARADE II』収録）
- 張小英
- 森進一
- 犬塚彩子&アン・サリー
- 水田竜子
- Queen's Tears Honey
- 平山みき
- 白姫あかり/乙羽映見
- 大江恵
- Women's Liberation
- JAJAJAH ALL STARS

### 上原多香子のカバー
上原多香子のカバーによる「ブルー・ライト・ヨコハマ」は、2004年2月25日に9枚目のシングルとしてSONIC GROOVEから発売された。CCCDおよびHDCDにてリリースされたが、後に発売されたベスト盤収録時は通常のCD-DAで収録されている。

#### 上原盤解説
上原が出演したNHK朝の連続テレビ小説『てるてる家族』の挿入歌に使用された（劇中では上原が演じる歌手「いわたなつこ」の持ち歌という設定）。カップリングに収録された「あなたならどうする」もいしだのカバーである。ビデオクリップは横浜（赤レンガ倉庫近辺）で撮影された。初回限定ピクチャーレーベル仕様。

#### 上原盤シングルの収録曲
| 全作曲: 筒美京平、全編曲: 長田直之。 |                                                                       |            |            |      |
| #                                    | タイトル                                                              | 作詞       | 作曲・編曲 | 時間 |
| 1.                                   | 「ブルー・ライト・ヨコハマ」(NHK連続テレビ小説『てるてる家族』挿入歌) | 橋本淳     | 筒美京平   | 3:02 |
| 2.                                   | 「あなたならどうする」                                                | なかにし礼 | 筒美京平   | 3:23 |
| 3.                                   | 「ブルー・ライト・ヨコハマ（オリジナル・カラオケ）」                  |            | 筒美京平   | 3:02 |
| 4.                                   | 「あなたならどうする（オリジナル・カラオケ）」                        |            | 筒美京平   | 3:19 |
| 合計時間:                            | 合計時間:                                                             | 合計時間:  | 12:46      |      |

#### 商品規格
- AVCD-16047（CCCD） ￥1,050

#### その他の収録作品
ブルー・ライト・ヨコハマ
- ベストアルバム『départ〜takako uehara single collection〜』（CD, DVD）